# Saropogon albifrons
Saropogon albifrons là một loài ruồi trong họ Asilidae. Saropogon albifrons được Back miêu tả năm 1904. Loài này phân bố ở vùng Tân Bắc giới.